# Трансильванська лотерея

Площина Фано з позначеними очками

Трансильва́нська лотере́я — це лотерея, в якій гравець вибирає числа між 1 і 14, а три числа вибираються випадково. Гравець виграє, якщо два його числа збігаються з двома випадково вибраними. Задачу про кількість квитків, які гравець має купити для виграшу, можна розв'язати за допомогою площини Фано.
Розв'язком є купівля 14 квитків, які поділяються на дві групи по сім квитків. Один набір із семи відповідає кожній прямій у площині Фано з номерами 1-7, другий — із номерами 8-14, тобто:
| Нижній набір  | 1-2-5  | 1-3-6   | 1-4-7   | 2-3-7   | 2-4-6   | 3-4-5    | 5-6-7    |
| Верхній набір | 8-9-12 | 8-10-13 | 8-11-14 | 9-10-14 | 9-11-13 | 10-11-12 | 12-13-14 |

Оскільки принаймні два виграшних номери повинні потрапити у верхню половину (8-14) або в нижню (1-7), а кожну верхню пару та кожну нижню пару подано рівно одним квитком, гарантовано отримаємо принаймні два правильних номери в куплених 14 квитках. У випадку, коли два номери опиняться в одній половині, а один — в іншій, у 21/26 випадків ви отримаєте один квиток із числами, що збігаються. Якщо всі три виграшних числа виявляться в одній половині (верхній або нижній), ви отримаєте один квиток з усіма трьома виграшними номерами (з імовірністю 1/26) або три різних квитки зі збігом двох чисел (з імовірністю 4/26).